# Sân bay Alfonso López Pumarejo
Sân bay Alfonso López Pumarejo (tiếng Tây Ban Nha: Aeropuerto Alfonso López Pumarejo) (IATA: VUP, ICAO: SKVP) là một sân bay phục vụ thành phố Valledupar, Colombia, cũng là một căn cứ của Không quân Colombia và Cảnh sát Colombia. Cơ quan vận hành là Aerocivil, hiện có 5 hãng hàng không thương mại đã hoạt động tại đây, gồm: Aerolínea de Antioquia, Aires, Avianca do  SAM đảm trách và SATENA.

## Các hãng hàng không và các tuyến điểm
- Aerolínea de Antioquia (Barranquilla)
- AIRES (Barranquilla)
- Avianca  do SAM cung ứng (Bogotá)